# Muž v povětří
Muž v povětří je český film z roku 1955 v režii Miroslava Cikána, v němž hlavní roli vytvořil Vlasta Burian.

## Děj
Ve městě „Krásnov“ žije pyrotechnik Silvestr Čáp, bývalý sirkař který z továrny na sirky odešel, když mu řekli, že je blázen, když chce vynalézt „věčnou zápalku“. Svými pyrotechnickými výbuchy děsí celou ulici, hlavně sousedy Janurovou a Kořínka. Nakonec vše dobře dopadne: Silvestr zmoudří, přestane vynalézat „věčnou zápalku“, uzná svůj vynález LUXYT, pro sirkařskou továrnu připraví velkolepý ohňostroj k oslavám 120. výročí, smíří se svatbou své dcery Manky (Alena Vránová) s Jendou Pospíchalem (Jiří Sovák), vypeče svého spolupracovníka Zatrapu (František Filipovský) a vrátí se zpátky do továrny…

## Poznámka
Poslední film Vlasty Buriana, ve kterém hraje hlavní roli. Celkově jeho 39. film.

## Hrají
- Vlasta Burian (sirkař, vynálezce a pyrotechnik Silvestr Čáp)
- Pavla Maršálková (Čápová manželka)
- Alena Vránová (Manka Čápová, jejich dcera)
- Jiří Sovák (Jenda Pospíchal, nápadník Manky)
- Rudolf Hrušínský (propagační referent Pláňka)
- František Filipovský (vedoucí drogérie Zatrapa, Čápův společník)
- Hana Vítová (referentka MNV Krásnov Koubová)
- Růžena Šlemrová (Janurová, Čápova sousedka)
- Václav Trégl (Kořínek, Čápův soused)
- Růžena Lysenková (sousedka)
- Karel Effa (listonoš Trdlitát)
- Eman Fiala (člen závodní rady Máca)
- Jaroslav Seník (předseda závodní rady Potůček)
- František Hanus (referent Úřadu pro vynálezy v Praze)
- Stella Zázvorková (občanka Krásnova)
- Fanda Mrázek (šofér autobusu)
- Jiří Vršťala (učitel)
- Karel Pavlík (vedoucí silniční správy)
- Aleš Košnar (kluk s bouchacími kuličkami)
- Věra Váchová (prodavačka v drogérii)
- Milka Balek-Brodská (divačka na ohňostroji)
- a další…

## Autorský tým
- Námět: Vladimír Kabelík
- Scénář: Vladimír Kabelík, Jiří Karásek, Josef Mach
- Režie: Miroslav Cikán
- Kamera: Jaroslav Tuzar
- Hudba: Jiří Julius Fiala

Výroba: Studio uměleckých hraných filmů

## Technické údaje
- Pracovní titul: „Ticho po pěšině“
- Rok výroby: 1955
- Premiéra: 20. ledna 1956
- Zvuk: zvukový
- Barva: černobílý
- Délka: 86 minut
- Druh filmu: komedie
- Země původu: Československo
- Jazyk: český
- Natočeno: v ateliéru a na malém městě (Benešov u Prahy)